# 6a etapa del Tour de França de 2020
La 6a etapa del Tour de França de 2020 es va disputar el dijous 3 de setembre de 2020, entre Lo Telh i el Mont Augal, sobre una distància de 191 quilòmetres.

## Recorregut
L'etapa de 191 quilòmetres sortia de Lo Telh, al departament d'Ardeixa, i es dirigia al sud-oest cap a Alèst (km 88), passant per Andusa (km 104,5), i a continuació per Sent Ipolit (km 125,5) on estava situat l'esprint intermedi. Més endavant passava per Gange (km 138) i en un final inèdit, la línia d'arribada estava situada a 1.560 d'alçada, al cim del Mont Augal, ja dins del departament de Gard. Els 140 primers quilòmetres eren plans o gairebé plans. Poc després de Sumena, s'iniciava l'ascens al Cap de Coste (2,1 km al 7,3 %), de tercera categoria. Després d'un descens curt i uns quilòmetres plans, s'encadenaven les tres ascensions restants: al coll des Mourèzes (6,1 km al 4,8 %), de tercera categoria, el coll de la Lusette (11,7 km al 7,3 %), de primera categoria i amb bonificacions de temps, i finalment s'arribava a la línia de meta al cim del Mont Augal (8,3 km al 4 %). Tot i que l'edició del Tour de França 1987 ja s'havia passat per l'observatori del Mont Augal, en aquesta etapa es va situar per primer cop l'arribada al cim, el punt més alt del departament del Gard.

## Desenvolupament de l'etapa
Ja des de l'inici, al quilòmetre 8, es va formar una escapada integrada per vuit ciclistes: Neislon Powless, Greg Van Avermaet, Jesus Herrada, el campió de França de contrarellotge Rémi Cavagna, Nicolas Roche, Daniel Oss, el campió del Kazakhstan Alexey Lutsenko i Edvald Boasson Hagen. A l'esprint intermedi de Sent Ipolit (km 125,5), s'imposa Edvald Boasson Hagen per davant de Daniel Oss i Greg Van Avermaet. Per darrere dels escapats, el següent en creuar la línia de l'esprint intermedi va ser l'alemany Roger Kluge, lleugerament per davant del gran grup. Al gran grup s'imposa Sam Bennett per davant del seu company d'equip Michael Mørkøv i del francés Bryan Coquard. Al quilòmetre 146, Nicolas Roche va passar primer pel cim del Cap de Coste, de tercera categoria, per davant de Greg Van Avermaet. Per darrere, al capdavant del gran grup, l'equip del mallot groc Adam Yates, l'equip Mitchelton-Scott, assumia la responsabilitat de la persecució del escapats.
A Lo Vigan, al peu de la cadena muntanyosa que portaria als ciclistes a la meta situada al cim del Mont Augal, l'escapada tenia una avantatge de 3 minuts i 40 segons sobre el gran grup, encapçalat pels ciclistes de l'equip Ineos Grenadiers. Nicholas Roche, seguit de Jesús Herrada, va coronar en primera posició el coll des Mourèzes de tercera categoria. Al poc d'iniciar-se l'ascens al coll de la Lusette (11,7km al 7,3%), de primera categoria, es va produir el primer atac dins dels escapats, protagonitzat Neislon Powless. A l'atac van respondre ràpidament Alexey Lutsenko, Greg Van Avermaet i Nicholas Roche. Per darrere, poc a poc, Jesus Herrada, a base de ritme, aconseguia atrapar-los. Nou atac de Powless a 5 quilòmetres del cim, només secundat per Lutsenko, que finalment es va quedar sol. Per darrere, Herrada es va situar en segona posició en persecució de Lutsenko. Al gran grup, a 20 quilòmetres de l'arribada es produïa l'atac de Fabio Aru, que era atrapat poc abans del cim del coll de la Lusettte, juntament amb alguns dels integrants de l'escapada. A la part posterior del gran grup s'anaven quedant enrere alguns del ciclistes més destacats com Sergio Higuita, Miguel Angel Lopez o Enric Mas. Al capdavant Lutsenko passava primer pel cim amb 30 segons sobre Herrada i més de 3 minuts sobre gran grup. Les bonificacions al cim se les repartien, per aquest ordre, Lutsenko, Herrada i Van Avermaet. La part final de l'etapa es tractava d'un fals pla en direcció a l'Observatori (8,3 km a 4%), on el campió kazak anava incrementant la distancia sobre Herrada. Finalment Alexey Lutsenko s'emportà l'etapa amb 55 segons d'avantatge sobre l'espanyol Jesus Herrada, 2 minuts i 15 segons sobre Greg Van Avermaet i 2 minuts i 17 segons sobre Neilson Powless. En el gran grup, Julian Alaphilippe va atacar a 500 metres de meta, tractant de recuperar sense èxit el mallot groc que havia perdut el dia anterior. Finalment va travessar la línia de meta amb 1 segon sobre el mallot groc i la resta dels favorits a la victòria final.
Pel que feia a les classificacions, no hi va haver cap canvi al capdavant. Adam Yates conservava el seu mallot groc amb 3 segons sobre Primoz Roglic i 7 segons sobre Tadej Pogacar. Respecte a la resta de classificacions, l'irlandès Sam Bennett conservava el mallot verd, Benoît Cosnefroy conservava el mallot blanc a punts vermells i l'eslovè Tadej Pogacar, tercer de la classificació rànquing general, conservava mallot blanc al millor jove amb 6 segons sobre el colombià Egan Bernal, vencedor de l'últim Tour. Per altra banda, l'equip EF Pro Cycling seguia al capdavant de la classificació per equips.

## Resultats de l'etapa

### Classificació de l'etapa[3]
| \| Classificació de l'etapa \| Classificació de l'etapa \| Classificació de l'etapa \| Classificació de l'etapa \| Classificació de l'etapa \| \| Corredor \| Corredor \| Equip \| Temps \| \| \| ------------------------ \| -------------------------- \| ------------------------ \| ------------------------ \| ------------------------ \| \| 1r \| Aleksei Lutsenko \| Astana \| 4h 32' 34" \| \| \| 2n \| Jesús Herrada López \| Cofidis \| + 55" \| \| \| 3r \| Greg Van Avermaet \| CCC Team \| + 2' 15" \| \| \| 4t \| Neilson Powless \| EF Pro Cycling \| + 2' 17" \| \| \| 5è \| Julian Alaphilippe \| Deceuninck-Quick Step \| + 2' 52" \| \| \| 6è \| Bauke Mollema \| Trek-Segafredo \| + 2' 53" \| \| \| 7è \| Michał Kwiatkowski \| Ineos Grenadiers \| + 2' 53" \| \| \| 8è \| Egan Bernal Gómez \| Ineos Grenadiers \| + 2' 53" \| \| \| 9è \| Richard Carapaz Montenegro \| Ineos Grenadiers \| + 2' 53" \| \| \| 10è \| Adam Yates \| Mitchelton-Scott \| + 2' 53" \| \| |                            |                       |            |
| |                            |                       |            |
| Font: ProCyclingStats |                            |                       |            |
| Classificació de l'etapa |                            |                       |            |
| Corredor | Corredor                   | Equip                 | Temps      |
| 1r | Aleksei Lutsenko           | Astana                | 4h 32' 34" |
| 2n | Jesús Herrada López        | Cofidis               | + 55"      |
| 3r | Greg Van Avermaet          | CCC Team              | + 2' 15"   |
| 4t | Neilson Powless            | EF Pro Cycling        | + 2' 17"   |
| 5è | Julian Alaphilippe         | Deceuninck-Quick Step | + 2' 52"   |
| 6è | Bauke Mollema              | Trek-Segafredo        | + 2' 53"   |
| 7è | Michał Kwiatkowski         | Ineos Grenadiers      | + 2' 53"   |
| 8è | Egan Bernal Gómez          | Ineos Grenadiers      | + 2' 53"   |
| 9è | Richard Carapaz Montenegro | Ineos Grenadiers      | + 2' 53"   |
| 10è | Adam Yates                 | Mitchelton-Scott      | + 2' 53"   |

### Punts obtinguts
|    | Ciclista             | Pais         | Equip                            | Punts |
| -- | -------------------- | ------------ | -------------------------------- | ----- |
| 1  | Edvald Boasson Hagen | Noruega      | NTT Pro Cycling                  | 20    |
| 2  | Daniel Oss           | Itàlia       | Bora-Hansgrohe                   | 17    |
| 3  | Greg Van Avermaet    | Bèlgica      | CCC Team                         | 15    |
| 4  | Alexey Lutsenko      | Kazakhstan   | Astana Pro Team                  | 13    |
| 5  | Nicolas Roche        | Irlanda      | Team Sunweb                      | 11    |
| 6  | Rémi Cavagna         | França       | Deceuninck-Quick Step            | 10    |
| 7  | Neilson Powless      | Estats Units | EF Pro Cycling                   | 9     |
| 8  | Jesús Herrada        | Espanya      | Cofidis                          | 8     |
| 9  | Roger Kluge          | Alemanya     | Team Lotto-Soudal                | 7     |
| 10 | Sam Bennett          | Irlanda      | Deceuninck-Quick Step            | 6     |
| 11 | Michael Mørkøv       | Dinamarca    | Deceuninck-Quick Step            | 5     |
| 12 | Bryan Coquard        | França       | B&B Hotels-Vital Concept p/p KTM | 4     |
| 13 | Peter Sagan          | Eslovàquia   | Bora-Hansgrohe                   | 3     |
| 14 | Niccolò Bonifazio    | Itàlia       | Total Direct Énergie             | 2     |
| 15 | Matteo Trentin       | Itàlia       | CCC Team                         | 1     |

|    | Ciclista           | Pais          | Equip                 | Punts |
| -- | ------------------ | ------------- | --------------------- | ----- |
| 1  | Alexey Lutsenko    | Kazakhstan    | Astana Pro Team       | 30    |
| 2  | Jesús Herrada      | Espanya       | Cofidis               | 25    |
| 3  | Greg Van Avermaet  | Bèlgica       | CCC Team              | 22    |
| 4  | Neilson Powless    | Estats Units  | EF Pro Cycling        | 19    |
| 5  | Julian Alaphilippe | França        | Deceuninck-Quick Step | 17    |
| 6  | Bauke Mollema      | Països Baixos | Trek-Segafredo        | 15    |
| 7  | Michał Kwiatkowski | Polònia       | Ineos Grenadiers      | 13    |
| 8  | Egan Bernal        | Colòmbia      | Ineos Grenadiers      | 11    |
| 9  | Richard Carapaz    | Equador       | Ineos Grenadiers      | 9     |
| 10 | Adam Yates         | Anglaterra    | Mitchelton-Scott      | 7     |
| 11 | Tadej Pogačar      | Eslovènia     | UAE Team Emirates     | 6     |
| 12 | Esteban Chaves     | Colòmbia      | Mitchelton-Scott      | 5     |
| 13 | Nairo Quintana     | Colòmbia      | Arkéa-Samsic          | 4     |
| 14 | Thibaut Pinot      | França        | Groupama-FDJ          | 3     |
| 15 | Tom Dumoulin       | Països Baixos | Team Jumbo-Visma      | 2     |

### Bonificacions
|   | Ciclista          | País       | Equip           | Segons |
| - | ----------------- | ---------- | --------------- | ------ |
| 1 | Alexey Lutsenko   | Kazakhstan | Astana Pro Team | 8      |
| 2 | Jesús Herrada     | Espanya    | Cofidis         | 5      |
| 3 | Greg Van Avermaet | Bèlgica    | CCC Team        | 2      |

|   | Ciclista          | País       | Equip           | Segons |
| - | ----------------- | ---------- | --------------- | ------ |
| 1 | Alexey Lutsenko   | Kazakhstan | Astana Pro team | 10     |
| 2 | Jesús Herrada     | Espanya    | Cofidis         | 6      |
| 3 | Greg Van Avermaet | Bèlgica    | CCC Team        | 4      |

### Ports puntuables
|   | Ciclista          | País    | Equip       | Punts |
| - | ----------------- | ------- | ----------- | ----- |
| 1 | Nicolas Roche     | Irlanda | Team Sunweb | 2     |
| 2 | Greg Van Avermaet | Bèlgica | CCC Team    | 1     |

|   | Ciclista      | País    | Equip       | Punts |
| - | ------------- | ------- | ----------- | ----- |
| 1 | Nicolas Roche | Irlanda | Team Sunweb | 2     |
| 2 | Jesús Herrada | Espanya | Cofidis     | 1     |

|   | Ciclista          | País         | Equip             | Punts |
| - | ----------------- | ------------ | ----------------- | ----- |
| 1 | Alexey Lutsenko   | Kazakhstan   | Astana Pro Team   | 10    |
| 2 | Jesús Herrada     | Espanya      | Cofidis           | 8     |
| 3 | Greg Van Avermaet | Bèlgica      | CCC Team          | 6     |
| 4 | Neilson Powless   | Estats Units | EF Pro Cycling    | 4     |
| 5 | Nicolas Roche     | Irlanda      | Team Sunweb       | 2     |
| 6 | Fabio Aru         | Itàlia       | UAE Team Emirates | 1     |

### Premi de la combativitat
- Nicholas Roche (Team Sunweb)

## Classificacions al final de l'etapa

### Classificació general[3]
| \| Classificació general \| Classificació general \| Classificació general \| Classificació general \| Classificació general \| \| Corredor \| Corredor \| Equip \| Temps \| \| \| --------------------- \| ------------------------- \| --------------------- \| --------------------- \| --------------------- \| \| 1r \| Adam Yates \| Mitchelton-Scott \| 27h 03' 57" \| \| \| 2n \| Primož Roglič \| Jumbo-Visma \| + 3" \| \| \| 3r \| Tadej Pogačar \| UAE Team Emirates \| + 7" \| \| \| 4t \| Guillaume Martin \| Cofidis \| + 9" \| \| \| 5è \| Egan Bernal Gómez \| Ineos Grenadiers \| + 13" \| \| \| 6è \| Tom Dumoulin \| Jumbo-Visma \| + 13" \| \| \| 7è \| Esteban Chaves Rubio \| Mitchelton-Scott \| + 13" \| \| \| 8è \| Nairo Quintana Rojas \| Arkéa-Samsic \| + 13" \| \| \| 9è \| Romain Bardet \| AG2R La Mondiale \| + 13" \| \| \| 10è \| Miguel Ángel López Moreno \| Astana \| + 13" \| \| |                           |                   |             |
| |                           |                   |             |
| Font: ProCyclingStats |                           |                   |             |
| Classificació general |                           |                   |             |
| Corredor | Corredor                  | Equip             | Temps       |
| 1r | Adam Yates                | Mitchelton-Scott  | 27h 03' 57" |
| 2n | Primož Roglič             | Jumbo-Visma       | + 3"        |
| 3r | Tadej Pogačar             | UAE Team Emirates | + 7"        |
| 4t | Guillaume Martin          | Cofidis           | + 9"        |
| 5è | Egan Bernal Gómez         | Ineos Grenadiers  | + 13"       |
| 6è | Tom Dumoulin              | Jumbo-Visma       | + 13"       |
| 7è | Esteban Chaves Rubio      | Mitchelton-Scott  | + 13"       |
| 8è | Nairo Quintana Rojas      | Arkéa-Samsic      | + 13"       |
| 9è | Romain Bardet             | AG2R La Mondiale  | + 13"       |
| 10è | Miguel Ángel López Moreno | Astana            | + 13"       |

### Classificació per punts
| Classificació per punts | Classificació per punts | Classificació per punts          | Classificació per punts | Classificació per punts |
| Corredor                | Corredor                | Equip                            | Punts                   |                         |
| ----------------------- | ----------------------- | -------------------------------- | ----------------------- | ----------------------- |
| 1r                      | Sam Bennett             | Deceuninck-Quick Step            | 129 pts                 |                         |
| 2n                      | Peter Sagan             | Bora-Hansgrohe                   | 117 pts                 |                         |
| 3r                      | Alexander Kristoff      | UAE Team Emirates                | 93 pts                  |                         |
| 4t                      | Caleb Ewan              | Lotto-Soudal                     | 75 pts                  |                         |
| 5è                      | Matteo Trentin          | CCC Team                         | 71 pts                  |                         |
| 6è                      | Bryan Coquard           | B&B Hotels-Vital Concept p/b KTM | 70 pts                  |                         |
| 7è                      | Julian Alaphilippe      | Deceuninck-Quick Step            | 64 pts                  |                         |
| 8è                      | Cees Bol                | Team Sunweb                      | 62 pts                  |                         |
| 9è                      | Giacomo Nizzolo         | NTT Pro Cycling                  | 61 pts                  |                         |
| 10è                     | Aleksei Lutsenko        | Astana                           | 56 pts                  |                         |

### Classificació de la muntanya
| Classificació de la muntanya | Classificació de la muntanya | Classificació de la muntanya     | Classificació de la muntanya | Classificació de la muntanya |
| Corredor                     | Corredor                     | Equip                            | Punts                        |                              |
| ---------------------------- | ---------------------------- | -------------------------------- | ---------------------------- | ---------------------------- |
| 1r                           | Benoît Cosnefroy             | AG2R La Mondiale                 | 23 pts                       |                              |
| 2n                           | Michael Gogl                 | NTT Pro Cycling                  | 12 pts                       |                              |
| 3r                           | Nicolas Roche                | Team Sunweb                      | 11 pts                       |                              |
| 4t                           | Primož Roglič                | Jumbo-Visma                      | 10 pts                       |                              |
| 5è                           | Aleksei Lutsenko             | Astana                           | 10 pts                       |                              |
| 6è                           | Jesús Herrada López          | Cofidis                          | 9 pts                        |                              |
| 7è                           | Tadej Pogačar                | UAE Team Emirates                | 8 pts                        |                              |
| 8è                           | Greg Van Avermaet            | CCC Team                         | 7 pts                        |                              |
| 9è                           | Quentin Pacher               | B&B Hotels-Vital Concept p/b KTM | 6 pts                        |                              |
| 10è                          | Guillaume Martin             | Cofidis                          | 6 pts                        |                              |

### Classificació del millor jove
| Classificació del millor jove | Classificació del millor jove | Classificació del millor jove | Classificació del millor jove | Classificació del millor jove |
| Corredor                      | Corredor                      | Equip                         | Temps                         |                               |
| ----------------------------- | ----------------------------- | ----------------------------- | ----------------------------- | ----------------------------- |
| 1r                            | Tadej Pogačar                 | UAE Team Emirates             | 27h 04' 04"                   |                               |
| 2n                            | Egan Bernal Gómez             | Ineos Grenadiers              | + 6"                          |                               |
| 3r                            | Enric Mas Nicolau             | Movistar Team                 | + 15"                         |                               |
| 4t                            | Sergio Higuita García         | EF Pro Cycling                | + 34"                         |                               |
| 5è                            | Daniel Martínez Poveda        | EF Pro Cycling                | + 4' 18"                      |                               |
| 6è                            | Harold Tejada                 | Astana                        | + 15' 48"                     |                               |
| 7è                            | Neilson Powless               | EF Pro Cycling                | + 22' 09"                     |                               |
| 8è                            | Valentin Madouas              | Groupama-FDJ                  | + 27' 24"                     |                               |
| 9è                            | Marc Hirschi                  | Team Sunweb                   | + 27' 57"                     |                               |
| 10è                           | Niklas Eg                     | Trek-Segafredo                | + 30' 38"                     |                               |

### Classificació per equips
| Classificació per equips | Classificació per equips | Classificació per equips | Classificació per equips |
| Equip                    | Equip                    | Temps                    |                          |
| ------------------------ | ------------------------ | ------------------------ | ------------------------ |
| 1r                       | EF Pro Cycling           | 81h 12' 37"              |                          |
| 2n                       | Trek-Segafredo           | + 1' 16"                 |                          |
| 3r                       | Jumbo-Visma              | + 1' 29"                 |                          |
| 4t                       | Astana                   | + 2' 16"                 |                          |
| 5è                       | Bahrain McLaren          | + 2' 40"                 |                          |
| 6è                       | Movistar Team            | + 2' 50"                 |                          |
| 7è                       | UAE Team Emirates        | + 4' 41"                 |                          |
| 8è                       | Groupama-FDJ             | + 5' 36"                 |                          |
| 9è                       | Ineos Grenadiers         | + 6' 23"                 |                          |
| 10è                      | AG2R La Mondiale         | + 7' 14"                 |                          |

## Abandons
- Sense cap abandó.